# Беззащитное существо
Беззащитное существо — рассказ Антона Павловича Чехова. Написан в 1887 году, впервые опубликован 28 февраля 1887 года в журнале «Осколки». В рассказе описан с иронией упорный человек, добивающийся своих целей упованием на жалость к нему окружающих. При жизни Чехова рассказ был переведен на болгарский, венгерский, немецкий и сербскохорватский языки.

## Публикации
Рассказ был впервые напечатан в журнале «Осколки», № 9 от 28 февраля 1887 года с подписью А. Чехонте.
Рассказ вошёл в собрание сочинений Чехова, издаваемое А. Ф. Марксом. Текст рассказа в собрании сочинений имеет отличия от текста в «Осколках». В собрании сочинений действие рассказа перенесено в банк (ранее — в ведомстве путей сообщения), что оправдывает приход просительницы. Иные наименования у персонажей. По материалу рассказа Чехов в 1891 году написал водевиль «Юбилей».
При жизни Чехова рассказ был переведен на болгарский, венгерский, немецкий и сербскохорватский языки.

## Сюжет
После ночного припадка подагры и мигрени Кистунов, весь на нервах, отправился утром на службу. Там он, еле дыша, как умирающий, начал приём просителей и клиентов банка. Первой была просительница Щукина. Её муж, коллежский асессор, болел пять месяцев, в течение которых лежал дома и лечился. За эти месяцы ему, как считает Щукина, безо всякой причины, дали отставку и вычли из жалования двадцать четыре рубля тридцать шесть копеек, так как он «из товарищеской кассы брал и за него другие чиновники ручались».
Супруга асессора никак не может понять, как супруг мог без её согласия брать деньги. Она просит Кистунова помочь вернуть деньги, плачет и жалуется на жизнь: «Я женщина бедная, только и кормлюсь жильцами… Я слабая, беззащитная… От всех обиду терплю и ни от кого доброго слова не слышу…».
Кистунов говорит просительнице, что она пришла не в то ведомство, и банк никак не может решить эту проблему, а идти надо на место службы мужа. Щукина уверяет Кистунова, что она была в пяти местах, и нигде у неё не принимают прошение. Обратиться к Кистунову женщине посоветовал её зять, тоже оставшийся без места.
Служащий банка пытается втолковать Щукиной, что он в данной ситуации ничего не может сделать, объясняет ей разницу между военно-полевым ведомством и частным коммерческим учреждением.
Швейцара решают не звать, поскольку «она визг поднимет, а в этом доме много квартир, и про нас чёрт знает что могут подумать…». Выведенный из себя служащий Алексей Николаевич после многих безрезультатных объяснений пытается выгнать Щукину, но она поднимает визг и грозится пойти к адвокату, уже засудившему троих её жильцов.
На шум выглядывает измотанный Кистунов. Он выдаёт Щукиной свои деньги — лишь бы она ушла. Щукина благодарит и пытается выяснить, может ли её муж опять поступить на прежнее место работы. Оставив женщину без ответа, больной Кистунов уезжает домой, служащие банка, приняв успокоительное, возвращаются к работе. Щукина же ещё два часа просидела в передней, ожидая возвращения Кистунова. Женщина приходила сюда и на следующий день.

## Экранизация
- В 1954 году в рамках польского сериала «Телевизионный театр» вышел телеспектакль «Длинный язык. Беззащитное существо. Хирургия». Режиссёр Эстера Воднарова.
- В 1960 году в СССР был снят короткометражный фильм «Беззащитное существо». Режиссёр: Матвей Володарский.